# هانس فينكلستاين
هانس فينكلستاين (بالألمانية: Hans Finkelstein)‏ هو كيميائي ألماني، ولد في 17 مايو 1885 في لايبزيغ في ألمانيا، وتوفي في 1 ديسمبر 1938.